# Dendrobium sidikalangense
Dendrobium sidikalangense är en orkidéart som beskrevs av Elizabeth Anne Dauncey. Dendrobium sidikalangense ingår i släktet Dendrobium, och familjen orkidéer.
Artens utbredningsområde är Sumatera. Inga underarter finns listade i Catalogue of Life.